# Нефрура
Нефрура (егип. Nfrw-Rˁ — «Совершенство Ра») — египетская принцесса XVIII династии, дочь двух фараонов Хатшепсут и Тутмоса II . В правительстве Древнего Египта она занимала высокую должность и была жрицей, отправляла религиозные обряды.

## Происхождение
У Хатшепсут и Тутмоса II Нефрура была единственным известным ребёнком. Она родилась в 1473 году до н. э. и умерла либо в 1462 году до н. э., либо в 1457 году до н. э. раньше матери. Нефрура приходилась внучкой Тутмосу I и сводной сестрой Тутмосу III. Предполагалось, что Нефрура вышла за него замуж, но убедительных доказательств их свадьбы нет. На 24 году правления Тутмоса III его сын Аменемхат (Б) был назначен Главным смотрителем скота. Он, возможно, приходился Нефруре сыном. Тем не менее, под вопросом находится статус Нефруры. Если бы она действительно стала женой фараона Тутмоса III, то её бы запечатлели как Великую Царицу. Свидетельств этому не найдено.

## Биография
Нефрура родилась в правление фараона Тутмоса II. В Карнаке она изображена вместе с Тутмосом II и Хатшепсут. Источники указывают, что Тутмос II умер после 13-летнего правления. Наследником трона был его малолетний сын Тутмос III. Хатшепсут стала править страной как его регент, но, и это документально подтверждено, к седьмому году её царствования она приняла титул фараона и продолжала находиться на троне до своей смерти. Хатшепсут правила более 20 лет.
Нефрура обучалась у наиболее близких советников Хатшепсут. Первым её наставником был Яхмос Пен-Нехбет, который служил ещё при предыдущих фараонах и пользовался уважением при дворе. На гробнице доверенного Хатшепсут выбито его утверждение: «Великая Царская жена Мааткара подтвердила, что супруга Бога вновь оказала мне расположение. Свидетельствую, что я воспитывал её старшую дочь, принцессу Нефрура, пока она была грудным ребёнком».
Следующим наставником Нефрура был Сененмут (Сенмут). Сененмут известен благодаря многим статуям, изображающим его с юной воспитанницей. На них Сененмут одет в длинную мантию. Семь статуй выполнены в виде блоков из мантии, укрывающих принцессу Неферура. На одной композиции принцесса Нафрура сидит на колене Сененмута. На другой, Сененмут присел на колено, принцесса Нефрура находится рядом и опирается на другое колено. После того как Хатшепсут стала регентом, Сененмут был назначен её советником и передал своё покровительство над принцессой некоему Сенимену.
Благодаря тому, что мать Нефруры взошла на египетский трон, при дворе она обладала заметным влиянием, отличающимся от обычной принцессы. Она выполняла роль и функции королевской жены в публичной жизни при матери-фараоне. Существуют многочисленные картинки Нефруры в этой роли. Она обладала титулами Царица Верхнего и Нижнего Египта, Хозяйка Земель, Супруга бога Амона. Последний титул носила и Хатшепсут до того как стала фараоном.
Почти пустую гробницу Нефруры обнаружил археолог Говард Картер в XX веке.